# Reagente limitante

Esempio di reazione con reagente limitante (o in eccesso). Formazione del solfuro di ferro.

Data una reazione irreversibile, si definisce reagente limitante  (o fattore limitante) il reagente il cui esaurimento impedisce alla reazione di proseguire fino al completamento (cioè fino alla totale scomparsa dei reagenti).
In altre parole un reagente è limitante se è presente nell'ambiente di reazione in quantità minore rispetto al rapporto stechiometrico.
Il reagente limitante può essere individuato grazie alla funzione limitante l (espressa in moli), detto x un reagente, y≠x un altro, ν i loro coefficienti stechiometrici, n le moli:
{\displaystyle l(x)={\frac {\nu _{y}}{\nu _{x}}}n_{x}-n_{y}}
Quando questa è minore di zero, y è in eccesso quindi x è il reagente limitante. Quando invece è maggiore di zero, y è il reagente limitante. Se il risultato è uguale a zero, x e y sono proporzionati e si esauriranno insieme.

## Esempio
Ad esempio, si consideri la reazione:
{\displaystyle 2C_{6}H_{6}+15O_{2}\rightarrow 12CO_{2}+6H_{2}O}
Questo significa che {\displaystyle (\nu _{O_{2}}=)15\quad n_{O_{2}}} sono richiesti per reagire con {\displaystyle (\nu _{C_{6}H_{6}}=)2\quad n_{C_{6}H_{6}}} (benzene).
La quantità di ossigeno richiesta per altre quantità di benzene può essere calcolata usando la moltiplicazione incrociata. 
Per esempio, se sono presenti 1,5 mol {\displaystyle C_{6}H_{6}}, sono necessari 11,25 mol {\displaystyle O_{2}}:
{\displaystyle {\mbox{1,5 mol }}C_{6}H_{6}} × {\displaystyle {\frac {15molO_{2}}{2molC_{6}H_{6}}}=11,25molO_{2}}
Se sono presenti 7 mol {\displaystyle O_{2}}, l'ossigeno sarà consumato prima del benzene. Perciò, {\displaystyle O_{2}} deve essere il reagente limitante.
Questa conclusione può essere verificata confrontando il rapporto molare di {\displaystyle O_{2}} e {\displaystyle C_{6}H_{6}} richiesta dall'equazione bilanciata con il rapporto molare attualmente presente:
richiesto: {\displaystyle {\frac {molO_{2}}{molC_{6}H_{6}}}} = {\displaystyle {\frac {15molO_{2}}{2molC_{6}H_{6}}}=7,5molO_{2}}
attuale: {\displaystyle {\frac {molO_{2}}{molC_{6}H_{6}}}} = {\displaystyle {\frac {7molO_{2}}{1,5molC_{6}H_{6}}}=4,7molO_{2}}
Quindi il rapporto attuale è molto piccolo, {\displaystyle O_{2}} è il reagente limitante.